# NGC 4309
NGC 4309是一个位于室女座的透鏡狀星系，距离地球5500万光年，属于室女座星系團，1881年由天文学家克里斯蒂安·亨利·弗里德里希·彼得斯发现。NGC 4309 有活动星系核，已经经受过衝壓力。距离星系中心16万光年内已发现162个球狀星團。 